# Leandro N. Alem (subte de Buenos Aires)
La estación Leandro N. Alem está ubicada debajo de la avenida Corrientes, entre la avenida Leandro N. Alem y la calle Bouchard. Es la terminal este de la línea B de la red de subterráneos de la Ciudad de Buenos Aires. Fue inaugurada el 1 de diciembre de 1931 y debe su nombre al político radical Leandro N. Alem.

## Decoración
Las escaleras se encuentran intervenidas con una serie de obras realizadas en 2014 por el artista Ignacio De Lucca.

## Ubicación
Si bien está dentro de los límites del barrio de San Nicolás, es la estación más cercana a Puerto Madero de toda la red. La estación posee un vestíbulo intermedio entre la calle y los andenes, con cuatro bocas de acceso: una sobre la esquina noroeste de avenida Corrientes y avenida Leandro N. Alem, otra en la esquina noreste y dos más, en cada vereda, a mitad de cuadra entre Alem y Bouchard.

## Hitos urbanos
Se encuentran en las cercanías de esta:
- Palacio de Correos (Centro Cultural Kirchner)
- Luna Park
- Plaza Roma
- Plaza del Correo
- Edificio Guardacostas
- Comisaría N.º 1 de la Policía Federal Argentina
- Edificio ex Palace Hotel
- Edificio Nicolás Mihanovich
- Bolsa de Comercio de Buenos Aires
- Bolsa de Cereales
- Confederación Argentina de la Mediana Empresa
- Edificio Comega
- Edificio Bunge y Born
- Consulado de Japón
- Escuela Primaria Común N.º 4 José Manuel Estrada
- Universidad Tecnológica Nacional (UTN)
- Instituto Tecnológico de Buenos Aires (ITBA)
- Archivo General de la Nación
- Goethe-Institut Buenos Aires

## Combinaciones
Combina con la estación Correo Central de la línea línea E. Hasta 2012 conectaba con la estación Corrientes del Tranvía del Este, sin servicio desde ese año.

## Imágenes

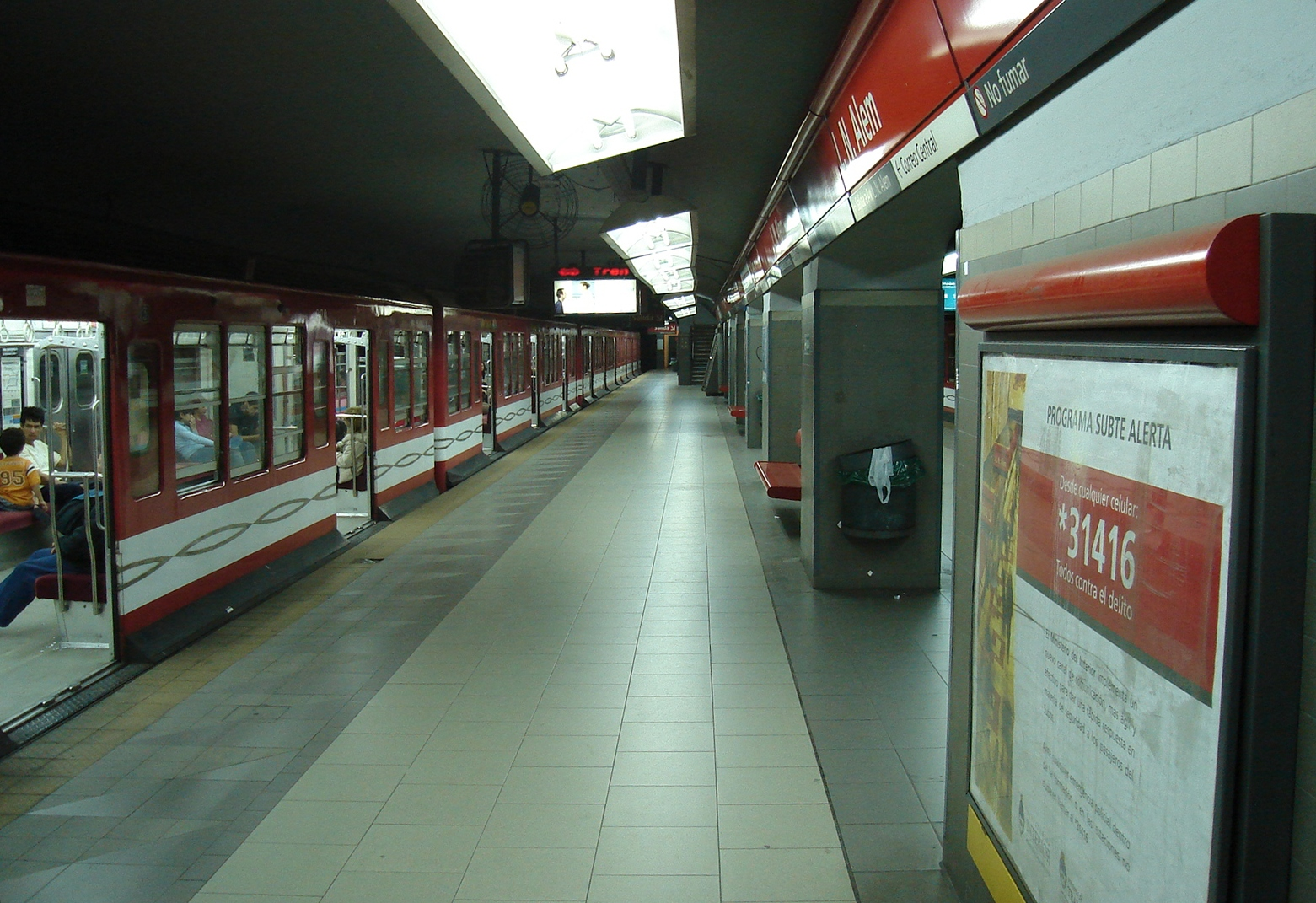
La estación en 2006
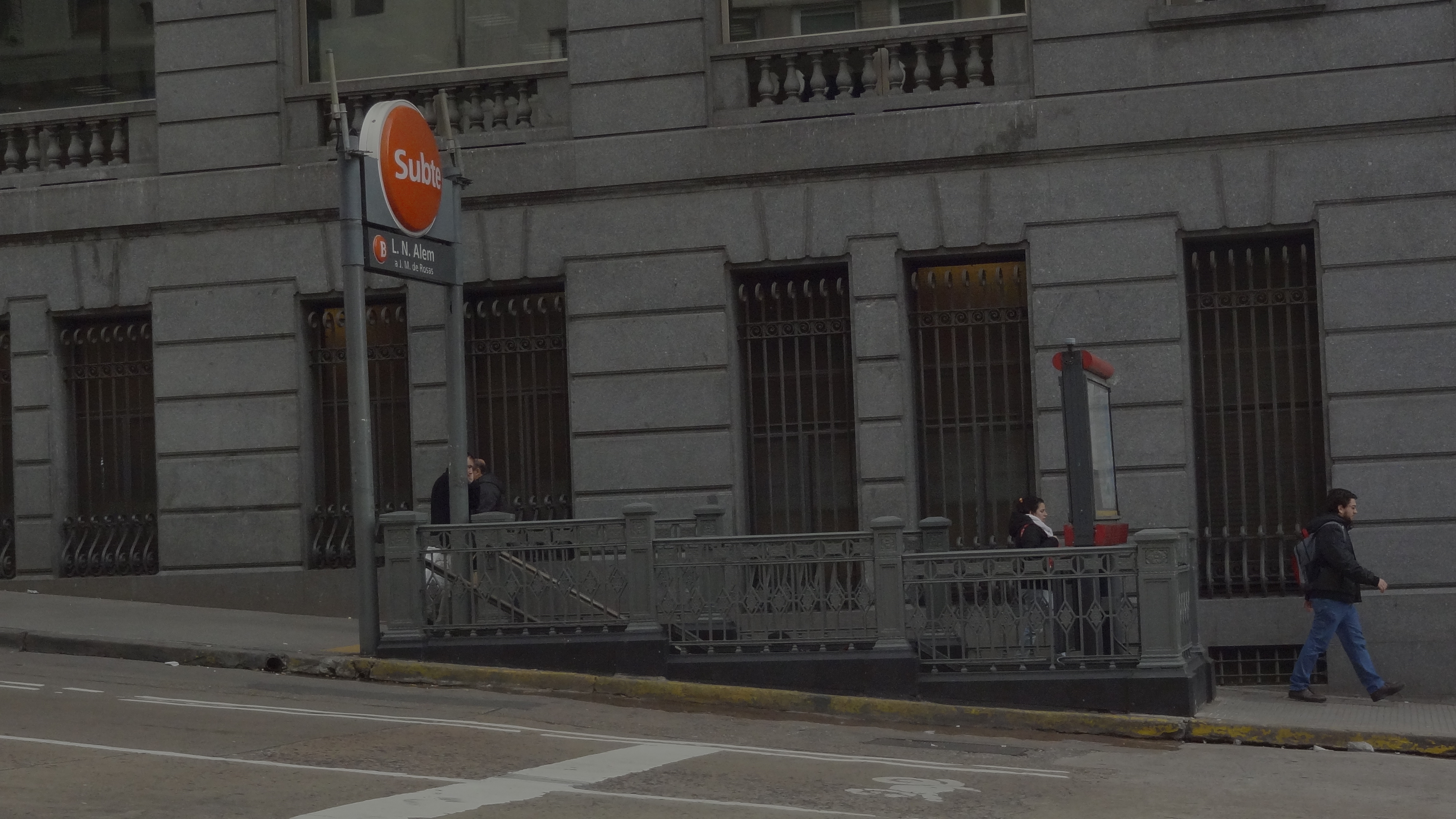
Boca de acceso sobre av. Corrientes en 2014
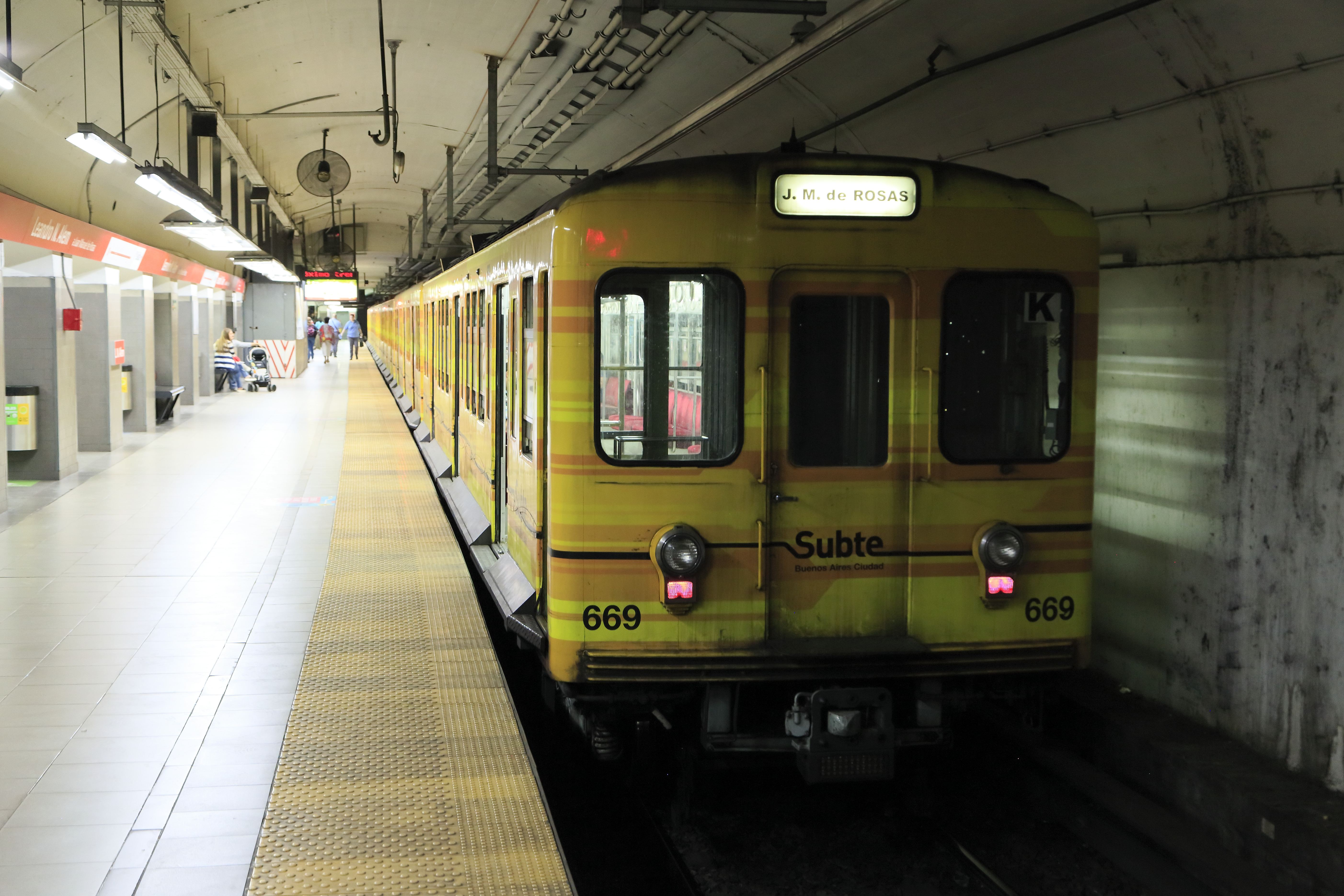
Una formación Eidan 500 en la estación, 2018
- Formación Eidan 500 en la estación